# Wskaźnik spoistości grupy
Wskaźnik spoistości grupy w socjometrii określa stosunek wyborów wzajemnych w grupie do możliwej liczby wyborów wzajemnych. Wskaźnik ten nie pozwala na stwierdzenie, czy podgrupy są od siebie izolowane, czy są ze sobą zintegrowane. Oblicza się go ze wzoru:
{\displaystyle SG={\frac {L}{C_{N}^{2}}},}
gdzie:
{\displaystyle L} – liczba wyborów wzajemnych (par),
{\displaystyle C_{N}^{2}} – liczba możliwych wyborów wzajemnych,
1. dla nieograniczonej liczby wyborów {\displaystyle C_{N}^{2}={\frac {N(N-1)}{2}},}
2. dla ograniczonej liczby wyborów {\displaystyle C_{N}^{2}={\frac {dN}{2}},}

gdzie: {\displaystyle d} – dopuszczalna liczba wyborów.